# Ivan Busic
Ivan Busic Neto (15 de febrero de 1967 en São Paulo, Brasil) es un baterista popular por hacer parte de la banda de Hard Rock Dr. Sin.

## Carrera
También ha trabajado en las bandas Ultraje a Rigor, Taffo, Supla y con el músico Eduardo Araújo. En la mayoría de proyectos que ha desempeñado ha compartido escenario con su hermano Andria Busic.

## Discografía
- Platina - Platina (1986).
- The Key - A Chave do Sol (1987).
- Pegando Fogo - Cherokee (1988).
- Wander Taffo - Taffo (1989).
- Rosa Branca - Taffo (1991).
- Encoleirado - Supla (1992)
- Dr. Sin - Dr. Sin (1993)
- Brutal / Silent Scream - Dr. Sin (1995)
- Insinity - Dr. Sin (1997)
- Alive - Dr. Sin (1999)
- Dr. Sin II / Shadows of Light - Dr. Sin (2000)
- 10 Years Live (Cd/DvD) - Dr. Sin (2003)
- Listen to the Doctors - Dr. Sin (2005)
- Bravo - Dr. Sin (2007)